# Cjevousni šišmiš
Cjevousni šišmiš (lat. Anoura fistulata), vrsta šišmiša otkrivenog 2005. godibne u Ekvadoru. Značajan je po tome što je je jedina vrsta koja oprašuje cvijet biljke Centropogon nigricans hraneći se njegovim nektarom.
Biljka ispušta neugodan miris koji privlači ove šišmiše s dugim jezikom koji im služi za izvlačenje nektara iz njezinog cvijeta. 